# Jan Ankerman
Jan Geert Ankerman, född 2 mars 1906 i Wommels, död 27 december 1942 i Rangoon, var en nederländsk landhockeyspelare.
Ankerman blev olympisk silvermedaljör i landhockey vid sommarspelen 1928 i Amsterdam.